# Bólya

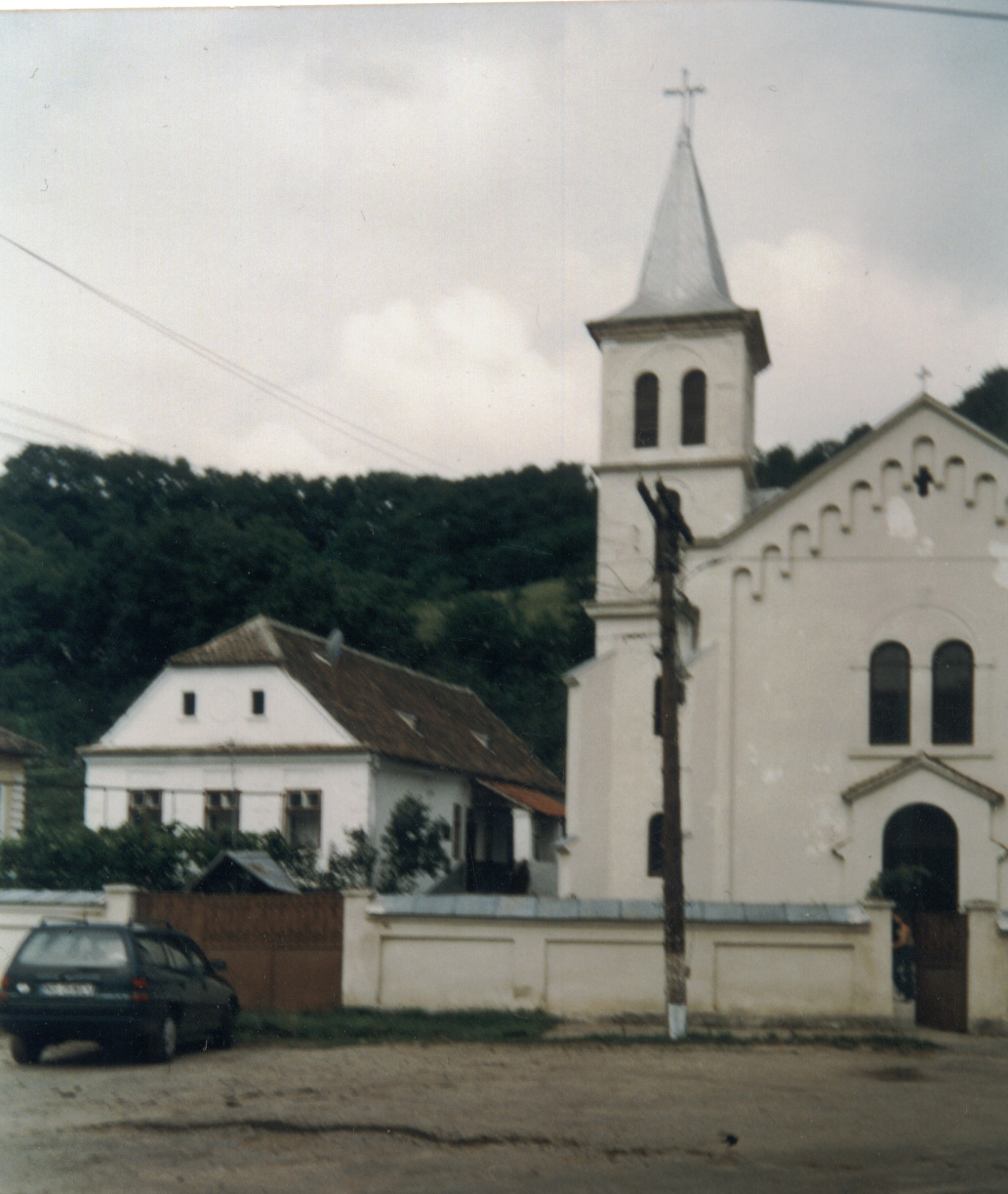
A római katolikus templom a plébániával, ahol a Bolyai Farkas-emlékszoba van

Bólya (Bolya, románul Buia, németül  Bell) falu Romániában, Erdélyben, Szeben megyében. Közigazgatásilag Nagyselyk községhez tartozik.

## Fekvése
Nagyszebentől 54 km-re észak-északkeletre található. Magyar lakói hagyományosan az északkeleti falurészben, a vár alatt éltek, a szászok nyugaton, a Bólyai-patak nyugati oldalán húzódó két párhuzamos utcában, a románok délen, a Țelini/Zelinbach mentén, a cigányok pedig keleten, a Mihályfalvára vezető út mellett.

## Nevének eredete
Személynévi eredetű. A krónikák szerint így hívták a Szent István idejében élt Gyula egyik fiát.

## Története
A Bolyaiak ősei, a hidegvízi gerébek alapították. Vármegyei területen, a későbbi Felső-Fehér vármegye egyik királyföldi enklávéjában feküdt. A 14. században két Bólya, Alsó- és Felsőbólya létezett, egymástól kb. másfél km távolságra. A mai falu az egykori Alsóbólya. Felsőbólya pedig tőle keletre feküdt, és 1515-re már elnéptelenedett. A 14–15. században a Bolyaiak uradalmi központja. A 14. században Bolyai Gáspár és felesége, Bethlen Brigitta várkastélyt épített a faluban. 1511-ben Bethlen Miklós ezt újjáépítette és 1515-ben Lulai János nagyszebeni polgárnak adta el. 1576 és 1581 között Gálfi János birtokába került, majd 1596-ban Báthory Zsigmond a várkastélyt II. Mihály havasalföldi fejedelemnek adományozta, aki 1597. december 1-jén meg is látogatta. 1629-ben az uradalmat a kastéllyal együtt nagyszalontai Toldi György örökölte.
A 18. században református magyar kisnemesek és jobbágyok, evangélikus szász jobbágyok valamint görögkatolikus román jobbágyok és zsellérek lakták. Az 1761-es határösszeírásban a határnevek többsége román névadású volt. Ugyanez az összeírás tudott az Oláhok utcájá-ról és a' czigányok lak hellyek-ről. Ekkor három pap (a református, a szász és a román) is lakott a faluban. A kastélyt a század végén szerezte vissza a Bolyai család. 1804-ben ötvenegy bólyai román család uniált. 1839-ben Felső-Fehér vármegye egyik járásának a székhelye volt. 1848-ban föllázadt jobbágyai közül többet elrettentésül a Vasvilla-pataknál kivégeztek. 1858-ban a római katolikusok kis kápolnát építettek, ezután az 1870-es–80-as években a magyarok többsége áttért a katolikus hitre. 1876-ban Nagyküküllő vármegyéhez csatolták. Az önálló evangélikus egyházközség 1937-ben szűnt meg.
1964-ig községszékhely volt, azóta Nagyselyk község része.

## Lakossága
1850-ben 1112 főből nemzetiség szerint 613 román, 210 német, 169 magyar, 74 cigány és 35 zsidó, felekezet szerint 687 görögkatolikus, 209 evangélikus, 147 református, 35 zsidó és 34 római katolikus.

1900-ban lakossága 1167 fő volt, közülük 736 román, 241 magyar és 204 német anyanyelvű, 735 görögkatolikus, 191 evangélikus, 159 római katolikus, 51 református és 24 zsidó vallású. 27%-uk írt–olvasott, a nem magyar anyanyelvűek 6%-a beszélt magyarul.

2002-ben 634 főből 516 román, 104 magyar és 11 német nemzetiségű, 514 ortodox és 109 római katolikus vallású.

## Látnivalók
- Házainak többsége, a szászföldi falvakhoz hasonlóan, már 1900-ban kőből készült. A régi épületek utcai frontján kereszt alakú nyílás látható. A faluban 1860-ban épült malom is áll. A kastély mára rommá vált.
- Szerény Bolyai-kiállítás és a római katolikus plébánia falán emléktábla.
- Az ifjú Bolyai Farkas mellszobra a katolikus templom mellett.
- Bolyai János mellszobra a katolikus templom előtti téren.
- Evangélikus templomát többször átalakították, fennmaradtak gótikus és reneszánsz részletei. Egyik harangját a 15. században öntötték.[6]
- Az ortodox (volt görögkatolikus) templom 1782-ben, a római katolikus templom 1889-ben épült.

## Híres szülötte
- Itt született 1775-ben Bolyai Farkas matematikus.

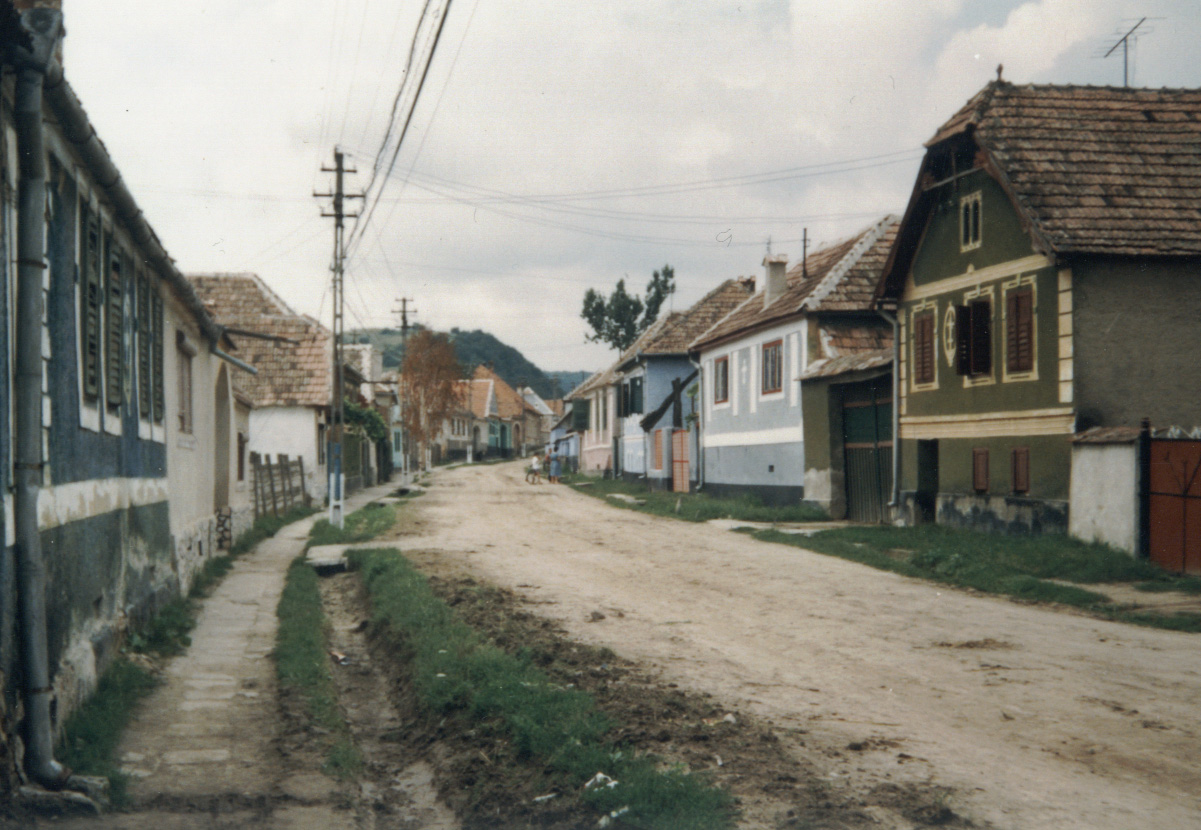
Utcarészlet, ebben az utcában állt Bolyai Farkas szülőháza
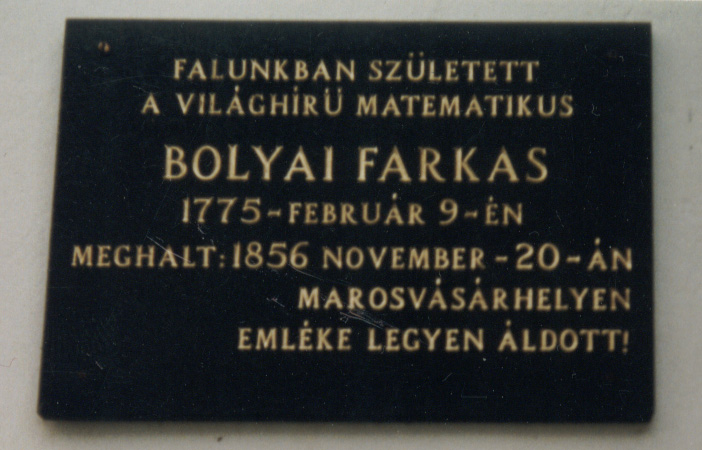
Emléktábla a plébánia falán (2002)
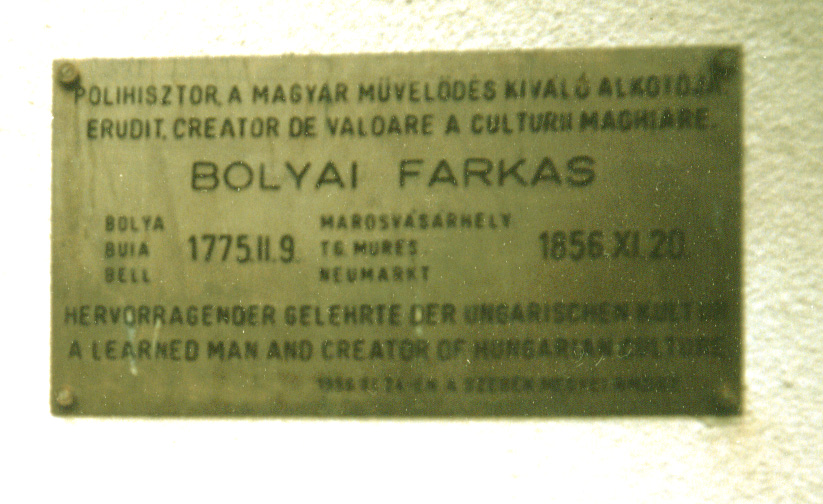
Négynyelvű emléktábla a római katolikus templom homlokzatán (1996)
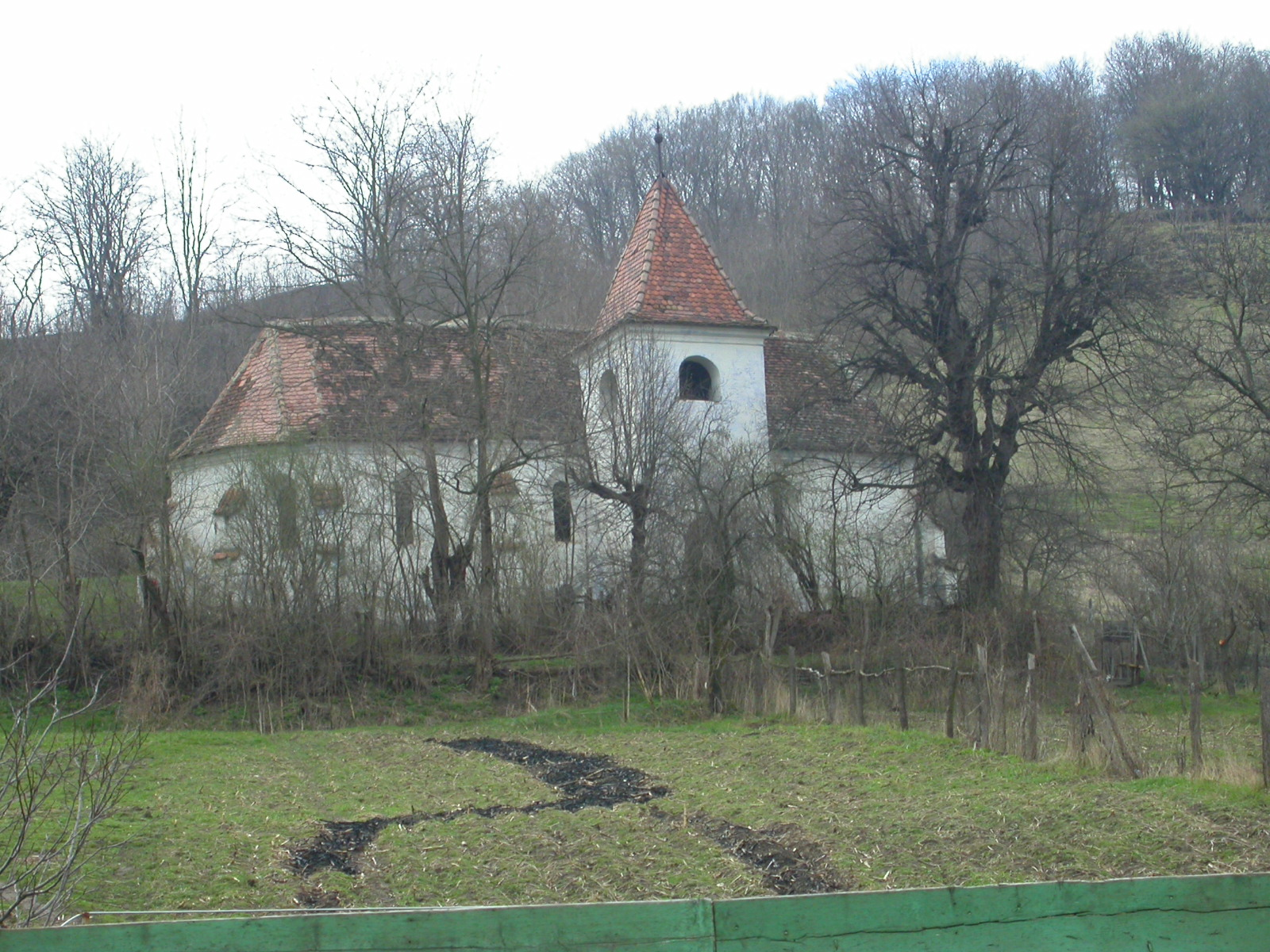
Evangélikus templom
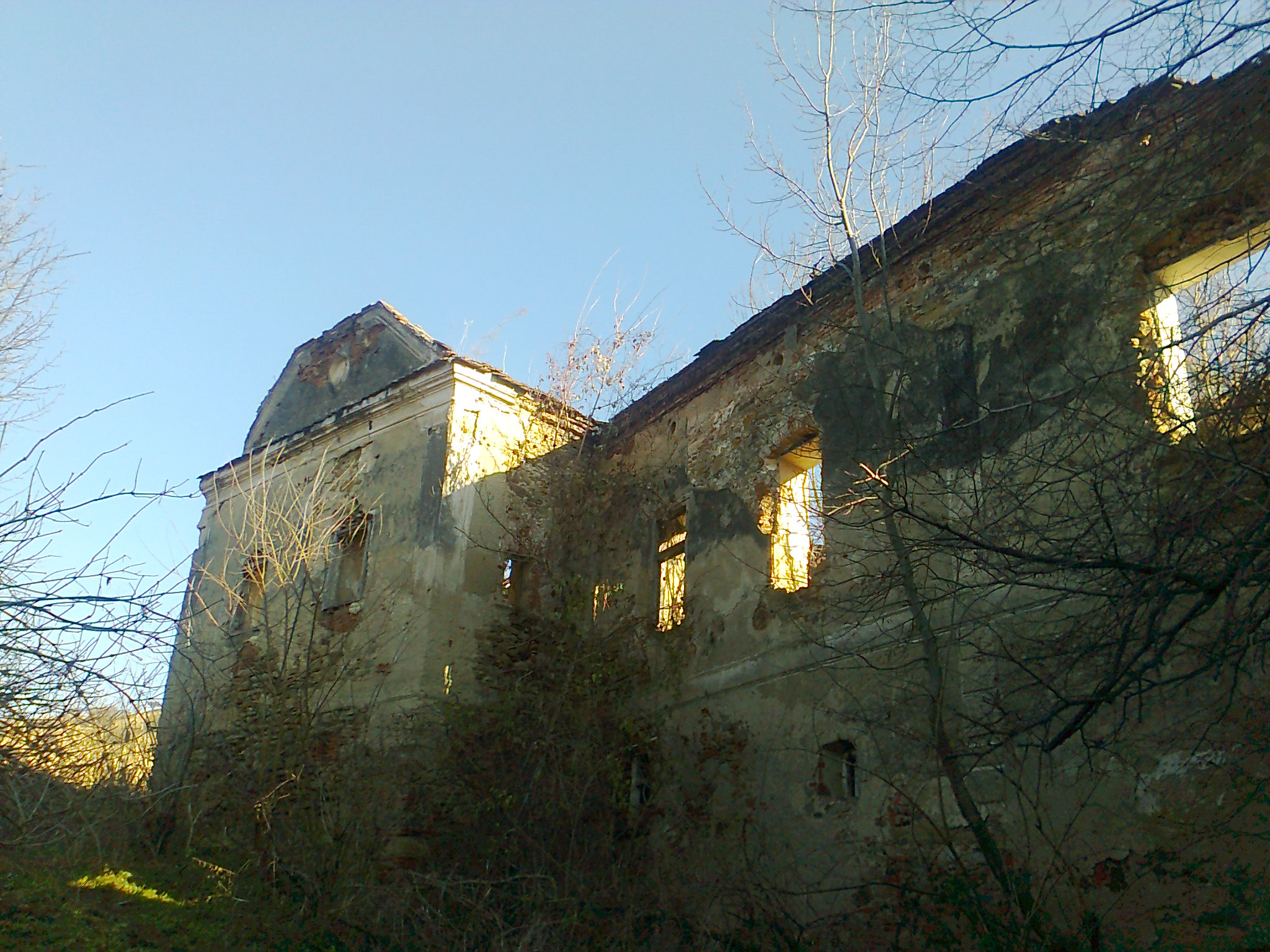
A kastély romjai 2016-ban
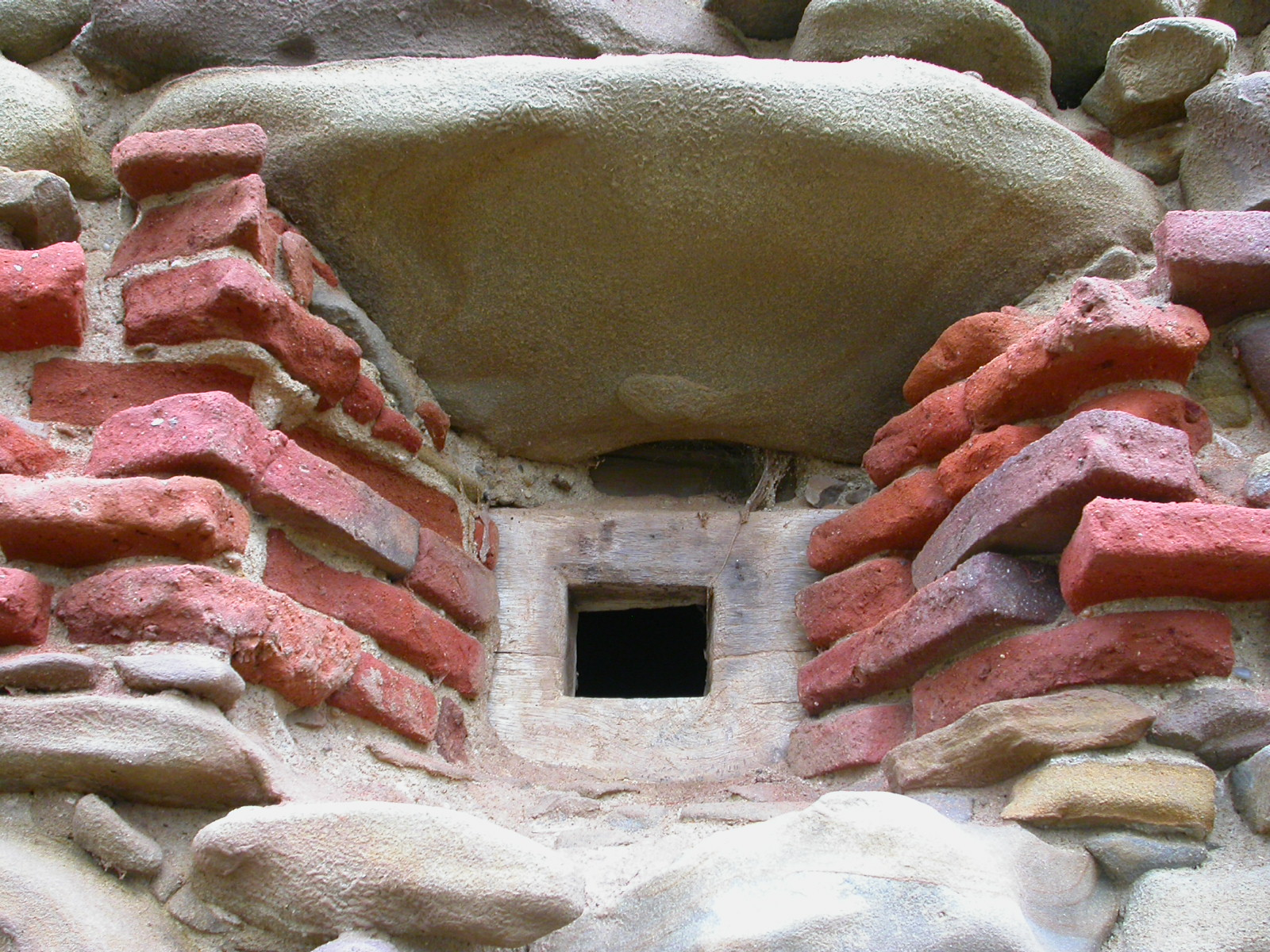
A kastély részlete
Bolyai János szobra a templom előtti téren
Bolyai Farkas szobra a templomkertben